# Рипари ди Ђобе (Кјети)
Рипари ди Ђобе (итал. Ripari di Giobbe) је насеље у Италији у округу Кјети, региону Абруцо.
Према процени из 2011. у насељу је живело 30 становника. Насеље се налази на надморској висини од 60 м.